# Ustniczek żółtooki
Ustniczek żółtooki (Pomacanthus xanthometopon) – gatunek morskiej ryby okoniokształtnej z rodziny pomakantowatych (Pomacanthidae). Bywa hodowana w akwariach morskich.

## Występowanie
Rafy koralowe na głębokościach 5-25 m, Ocean Indyjski i Ocean Spokojny.

## Opis
Ciało wysokie, silnie bocznie spłaszczone. Osiągają do 38 cm długości. Pływają samotnie lub w parach. Żywią się głównie gąbkami i osłonicami.